# 洛桑益西·丹增嘉措
洛桑益西·丹增嘉措（藏語：བློ་བཟང་ཡེ་ཤེས་བསྟན་འཛིན་རྒྱ་མཚོ་，威利转写：blo bzang ye shes bstan 'dzin rgya mtsho，THL：Lobsang Yeshe Tenzin Gyatso，1901年—1981年），男，藏族，西藏蔡公塘人，第三世墀江仁波切，格魯派僧侶與祖古，為帕繃喀仁波切的弟子，第十四世達賴的親教師。著名的弟子有宋仁波切（Zong Rinpoche）、格桑嘉措、祈竹仁波切等人。

## 生平
1901年冬天，藏曆鐵牛年，洛桑益西生於西藏蔡公塘，自幼被認證為赤江活佛轉世。其父親色林·東盧（Tserin Dondrub），來自於一個顯赫的家族，其血源可以上追到第七世達賴的叔父，他在宗教知識上極為淵博。他的母親名為色林·多瑪（Tsering Drolma）。